# Distretto di Kozan
Il distretto di Kozan (in turco: Kozan ilçesi) è un distretto della Turchia nella provincia di Adana con 127.926 abitanti (dato 2012)
Il capoluogo è la città di Kozan.

## Geografia antropica
Il distretto è suddiviso in 2 comuni e 84 villaggi.

### Comuni
- Kozan (centro)
- Gazi

### Villaggi
| - Acarmantaş - Akarca - Akçalıuşağı - Akdam - Akkaya - Alapınar - Andıl - Arslanlı - Aydın - Ayşehoca - Bağözü - Bağtepe - Boztahta - Bucakköy - Bulduklu - Çamdere - Çamlarca - Çandık - Çelenuşağı - Çobanpınarı - Çokak - Çukurören - Çulluuşağı - Çürüklü - Dağlıca - Damyeri - Dikilitaş - Dilekkaya | - Doğanalanı - Duraluşağı - Durmuşlu - Düzağaç - Ergenuşağı - Eskikabasakal - Eskimantaş - Faydalı - Ferhatlı - Gedikli - Gökçeyol - Gökgöz - Güneri - Hacımirzalı - Hamamköy - Henüzçakırı - Ilıcaköy - Işıkkaya - Işıklı - İdemköy - Kabaktepe - Kalkumaç - Kapıkaya - Karabucak - Karacaören - Karahamzalı - Karanebili - Kemer | - Kıbrıslar - Kızıllar - Kızlarsekisi - Köseli - Kuytucak - Kuyubeli - Kuyuluk - Mahyalar - Marankeçili - Minnetli - Oruçlu - Örendere - Özbaşı - Pekmezci - Postkabasakal - Salmanlı - Şerifli - Tepecikören - Tufanlı - Turgutlu - Turunçlu - Velicanlı - Yanalerik - Yassıçalı - Yeniköy - Yukarıkeçili - Yüksekören - Zerdali |